# 羽仁潔
羽仁 潔（はに きよし、1883年〈明治16年〉4月18日 - 1945年〈昭和20年〉7月27日）は、大日本帝国海軍大佐。山口県徳山市（現・周南市）長。

## 来歴
山口県阿武郡萩町（現・萩市）出身。海軍兵学校第33期（同期に豊田副武、豊田貞次郎ら）。1905年、少尉候補生となり、厳島乗組となる。1906年、練習艦隊遠洋航海に参加。その後、沖島分隊長兼佐世保海兵団教官、吾妻、安芸の各砲術長、八雲副長、隠戸、平戸の各艦長となり、1928年、大佐で退役した。
退役後は萩市助役を経て、1940年、徳山市長に就任した。市長就任後は市章の制定、上水道の開通、隣接の都濃郡加見、久米の2村の編入（1942年）、櫛浜、富田、福川の3町、湯野、夜市、戸田、大津島の4村との合併による新徳山市の発足、市の行政機構の再編（1944年）などがあり、羽仁は1944年6月12日に市長に再任した。しかし、戦況は悪化の一方で、1945年5月に一回目の空襲、7月27日には徳山市に大規模な空襲が発生し、市役所で陣頭指揮を執っていた羽仁は空襲で死亡した（徳山大空襲）。